# سنگر (سرخس)
سنگر، از روستاهای شهرستان سرخس و مرکز دهستان تجن در بخش مرکزی شهرستان سرخس، استان خراسان رضوی است.
بر اساس سرشماری سال ۱۳۸۵ جمعیت آن ۳۹۷ خانوار و ۱۷۵۰ نفر همچنین در سرشماری 95 جمعیت این روستا به 2149 نفر اعلام شده است.

## موقعیت
این روستا در ۳۷ کیلومتری جنوب سرخس و در غرب حاشیه رودخانه تجن و درتپه ماهورهای مرز ایران و ترکمنستان قرار دارد. ارتفاع آن از سطح دریا ۳۷۰ متر و آب و هوای آن معتدل و خشک کوهستانی است.

## مردم‌شناسی
ساکنین این روستا سیستانی‌های مهاجر هستند که در زمان خشکسالی سیستان به این اینجا کوچ کرده‌اند. از سنگر به علت اینکه تمام جمعیت آن سیستانی هستند به عنوان «جمع سیستانی‌ها» یاد می‌شود.
مهاجرت سیستانی‌ها به این روستا تدریجی انجام گرفته‌است و تا چند سال اخیر نیز ادامه داشت. همچنین تعدادی از بلوچ‌های روستاهای صمدآباد و پدلی سرخس نیز به این روستا مهاجرت نموده‌اند. زمین‌های این روستا از اراضی خالصه بوده که بعدها به آستان قدس رضوی منتقل شده‌است. ساکنین روستای سنگراز طریق کشاورزی و دامداری به خصوص گاوداری‌های صنعتی امرار معاش می‌کنند.
آرامگاه شیخ ابوالفضل محمد بن حسن سرخسی، معروف به ابوالفضل در این روستا واقع شده‌است.